# 今天很OK
《今天很OK》（英語：OK DAY）是台灣創作歌手吳克群發行第12張國語專輯，在2023年9月正式發行，此張專輯是採用一個月發表單曲，讓每一首單曲都能當作主打。

## 曲目
1. 今天很OK
2. 時光機
3. 環遊世界
4. 相信愛情的笨蛋
5. 整個夏天愛不完
6. 我愛你 只是不再喜歡你了
7. 就讓我喝醉
8. 愛盡餘生
9. 色號99 (feat. ljz329)
10. 最最幸運的事情
11. 我們只活一次啊